# Friedrichskoog
Friedrichskoog er en by og kommune i det nordlige Tyskland, beliggende i Amt Marne-Nordsee i den sydvestlige del af Kreis Dithmarschen. Kreis Dithmarschen ligger i den sydvestlige del af delstaten Slesvig-Holsten.

## Geografi
Friedrichskoog er beliggende nord for Elbens udmunding og ud til Nordsøen ud for kysten i Nationalpark Wattenmeer. Her ligger Tysklands største olieboreplatform Mittelplate.
Friedrichskoog (igen inddelt i Friedrichskoog I–III), Friedrichskoog-Spitze, Kaiserin-Auguste-Viktoria-Koog (inddelt i Auguste-Viktoria-Koog I og II), Dieksanderkoog og øen Trischen.
Trischen er en 180 ha stor ø ud for Ditmarskens kyst, der regnes som en "fugleø" uden offentlig adgang (pga. fredning).

### Nabokommuner
Nabokommuner er kommunerne Kronprinzenkoog mod øst, og Kaiser-Wilhelm-Koog mod syd.